# Zespół szczelinowatych komór
Zespół szczelinowatych komór (ang. slit ventricle syndrome) – zespół objawów występujących u dzieci, którym wcześniej odbarczono układ komorowy mózgowia przy pomocy układu zastawkowego. Jest rzadkim powikłaniem leczenia wodogłowia u dzieci. Prawdopodobnie rozwija się wskutek zmian w wyściółce układu komorowego, prowadzących do utraty elastyczności komór i ich zdolności do poszerzania się. 
Objawy pojawiają się zwykle kilka lat po założeniu układu zastawkowego. Niekiedy łagodne objawy pojawiają się u dorosłych, w większości leczonych z powodu wodogłowia w dzieciństwie. 
Stwierdzenie szczelinowatych komór u bezobjawowych pacjentów nie może być przesłanką do rozpoznania zespołu. 
Zespół został po raz pierwszy opisany w 1982 przez Harolda L. Rekate i wsp. Autorzy pracy podali pierwsze kryteria rozpoznania zespołu: bóle głowy trwające 10-90 minut, wąskie komory w badaniach obrazowych i upośledzenie drożności układu zastawkowego. Brak jednak konsensusu odnośnie do rozpoznawania, a także patogenezy i leczenia zespołu szczelinowatych komór.